# Schistidium gracillimum
Schistidium gracillimum là một loài Rêu trong họ Grimmiaceae. Loài này được (E.B. Bartram) Ochyra mô tả khoa học đầu tiên năm 1998.